# Toledo (Norte de Santander)
Pour les articles homonymes, voir Toledo.
Toledo est une municipalité située dans le département de Norte de Santander en Colombie.